# Stuv

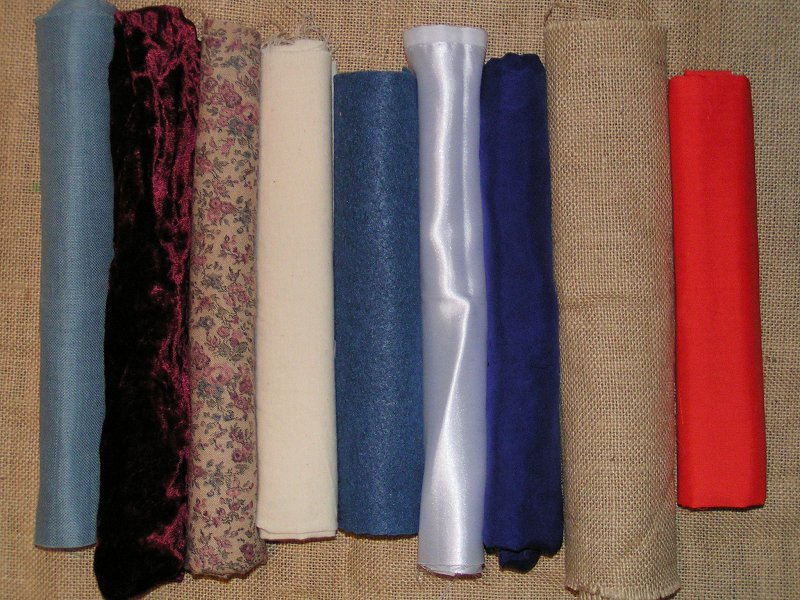
Stuvar i olika material.

En stuv eller stuvbit är en mindre bit tyg. Stuvar uppkommer när det bara finns lite tyg kvar på den rulle eller packe av tyg som säljs som metervara. Det finns ingen officiell riktlinje för hur kort eller lång en stuvbit ska vara. Ett vanligt mått är emellertid mellan en halv och en och en halv meter. En stuvbit håller vanligen full tygbredd och är inte att förväxla med rester av tyg från tillskärning. Då stuvar inom handeln betraktas som svårsålda till ordinarie pris brukar dessa vanligen säljas till rabatterat pris. Det förutsätts då att kunden köper hela stuvbiten och inte bara en del av den.
Stuvpris är det rabatterade pris som kunden betalar för en stuv. Begreppet stuvpris använd ofta när en säljare försöker övertala en kund att köpa mer än kunden har planerat för att slippa få en alltför liten stuv över: "Jag kan ge dig ett bra stuvpris på den sista halvmetern" eller omvänt när en kund försöker pruta: "Jag tar allt som finns kvar på rullen om jag får det för stuvpriset."